# 사일런트 힐 2
《사일런트 힐 2》(Silent Hill 2)는 코나미가 발매한 2001년 서바이벌 호러 액션 게임이다. 《사일런트 힐》 시리즈의 두 번째 작품으로, 코나미 컴퓨터 엔터테인먼트 도쿄사의 제작진 팀 사일런트가 개발했다. 2001년 9월 플레이스테이션 2 플랫폼 게임이 최초로 발매됐으며, 이후 단편 시나리오 〈Born from a Wish〉를 비롯한 추가 컨텐츠가 포함된 완전판이 엑스박스 용 게임으로 출시되었다. 이후 다시 플레이스테이션 2로 해당 판본이 재출시되었다. 2002년에 마이크로소프트 윈도우 이식판이 발매됐다.
《사일런트 힐 2》의 주인공은 제임스 선덜랜드로, 3년 전 병으로 죽은 줄만 알았던 아내로부터 사일런트 힐에서 기다리고 있다는 내용의 편지를 받고 그 마을에 도착한 후 그녀의 행방을 찾는 과정에서 겪는 괴기한 사건이 주 내용이다. 주무대가 사일런트 힐인 것을 제외하면 전작 《사일런트 힐》과는 직접적인 연관이 없으며, 주인공 제임스 선덜랜드를 포함한 등장인물들의 내면에 치중해 스토리가 전개되는 것이 특징이다.
게임 개발은 첫번째 《사일런트 힐》 게임이 완성된 직후인 1999년 6월부터 시작했다. 이야기를 꿰뚫는 주제의식은 표도르 도스토옙스키의 소설 《죄와 벌 (1866)》에서 영감을 받았으며, 게임 상에서 두드러지는 몽환적인 그래픽과 인간을 닮은 괴물들의 모습같은 심리적 공포 요소는 영화 감독 데이비드 크로넌버그, 데이비드 핀처, 데이비드 린치, 알프레드 히치콕의 작품들로부터 영향을 받았다.
《사일런트 힐 2》은 출시 당시 1백만 장 이상의 판매량을 기록하며 상업적 성공을 거두었으며, 은유와 상징을 도구로 삼아 금기의 주제를 다루는 이야기로 호평을 받았다. 야마오카 아키라의 배경음악과 콘솔의 성능을 이용해 구현한 안개 낀 사일런트 힐 마을의 압도적인 분위기도 장점으로 꼽혔다. 2003년에 후속작 《사일런트 힐 3》가 발매됐으며, 2012년에는 엑스박스 360과 플레이스테이션 3로 발매된 《사일런트 힐 HD 컬렉션》에 리마스터판이 수록됐다.

## 게임플레이
《사일런트 힐 2》는 전작과는 달리, Beginner, Easy, Normal, Hard의 4가지 게임 난이도 이외에도 수수께끼의 난이도가 따로 있다. 수수께기는 난이도에 따라 정답이 달라지고, 내용자체가 난해해진다. 음향 출력이 최대 7.1채널까지 가능하다.

## 줄거리

### 배경
《사일런트 힐 2》의 이야기와 등장인물들은 첫 번째 《사일런트 힐》과 직접적인 연관이 없지만 게임의 무대는 똑같이 메인주에 위치한 가상의 마을 사일런트 힐이다. 1편과는 다른 마을 지역에서 게임이 진행되며 사일런트 힐에 대한 일부 뒷이야기를 담았다. 사일런트 힐을 방문하는 사람은 자신의 정신에 입각해 구현된 본인만의 마을의 이면 세계을 보게 된다.

### 〈Letter from Silent Heaven〉
〈사일런트 힐로부터의 편지(Letter from Silent Heaven)〉는 게임 본편 이야기이다. 주인공 제임스 선덜랜드(James Sunderland)는 3년 전 병으로 사망한 아내가 자신과 여행했던 그곳으로 와달라는 부탁의 편지를 받고 반신반의하며 사일런트 힐로 찾아왔다. 기억과는 달리 괴물이 득실하고 안개가 짙은 마을을 탐험하며 제임스는 어머니를 찾아 헤매는 청소년 안젤라 오로스코(Angela Orosco), 자신의 뚱뚱함을 놀리는 이들을 피해온 가출 청소년 에디 둠브로스키(Eddie Domborowski), 생전 메리와 친한 사이였고 제임스에게 메리를 사랑하지 않았다며 꾸짖는 8살 꼬마 로라(Laura)와 마주친다.. 공원을 수색하던 중 제임스는 메리와 비슷한 외모의 여성 마리아(Maria)를 만난다. 메리보다 더 공격적이고 관능적인 성격을 가진 마리아는 제임스나 메리 모두 모른다고 하지만, 마을의 괴물들이 무섭다면서 제임스와 동행한다.
제임스는 마리아의 부탁으로 메리에 대한 단서를 아는듯한 로라를 쫓아 한 병원에 들어간다. 그곳에서 제임스만을 노리는 괴물 삼각두를 만나고, 탈출 중 마리아가 살해당한다. 제임스는 생전에 아내와 여행하며 머문 호텔로 가기로 결심한다. 사일런트 힐 지하의 미궁을 지나는 여정 중 그는 철장이 있는 한 방에서 아무 상처없이 살아있는 마리아를 발견한다. 마리아는 병원의 일을 기억하지 못한다고 하며, 메리만이 알고 있을 제임스와 메리의 과거에 대해 이야기하며 제임스를 혼란스럽게 한다. 제임스는 메리를 꺼낼 방법을 모색하지만 다시 구하러 올 즈음에 마리아는 이미 다시 사망한 후였다. 그 후, 제임스는 한 괴물에게 습격당하는 안젤라를 구출하나 그녀는 차가운 냉대와 함께 사라진다. 이후 발견한 신문 기사에서 안젤라는 아버지에게 성폭행당했으며, 정당방위로 그를 살해한 후 사일런트 힐로 왔음이 암시된다. 제임스는 또한 전보다 정신적으로 불안한 상태의 에디와 만난다. 자신을 놀린 아이의 무릎을 총으로 쏘고 개를 죽이곤 사일런트 힐로 도망왔다고 소리치던 에디는 제임스마저 총살하려 들고, 제임스는 싸움 중에 에디를 살인하고 만다.
마침내 호텔에 다다른 제임스는 로라가 건넨 편지와 말로 아내가 3년 전이 아닌 얼마 전에 사망했음을 알게 된다. 아내와 머문 방에서 발견한 한 비디오테이프에서 베개로 아내를 질식시킨 자신의 모습을 보고, 아내는 병이 아닌 제임스 자신의 손에 죽었다는 기억을 되찾는다. 다른 방에서 안젤라와 다시 만나는데, 그녀는 트라우마를 극복하지 못하고 삶을 포기하며 불타는 계단으로 올라가는 모습을 마지막으로 사라진다. 그 후, 제임스는 두 명의 삼각두들이 다시 살아난 마리아를 처형하는 광경을 목도한다. 제임스는 삼각두가 자신의 죄에 대한 벌로 탄생한 인형이며, 마리아와 마을에서 만난 괴물들 또한 자신의 무의식에서 비롯된 산물임을 깨닫는다. 깨달음의 순간 메리의 편지가 사라지며 삼각두들은 자살한다. 이후 호텔의 옥상에서 제임스는 게임 플레이동안 행한 플레이어의 선택에 따라 메리나 메리로 변장한 마리아를 만나 괴물과의 마지막 결투를 벌인다.
《사일런트 힐 2》의 결말부에선 6개의 엔딩이 존재한다. 코나미는 어떤 것이 공식인지에 대해선 밝히지 않았다. "떠남(Leave)" 엔딩에서 제임스는 메리와의 마지막 만남에서 편지를 받고 로라와 함께 마을을 떠난다. "물 속(In Water)" 엔딩에서 제임스는 메리의 시체를 차에 싣고 강으로 몰아 자살한다. "마리아(Maria)" 엔딩에선 옥상에서 그를 용서하지 않은 메리를 쓰러뜨리고, 어느새 다시 살아난 마리아와 마을을 떠난다. 마리아는 기침을 하며 병이 든 기색을 보이며 다시 이야기가 반복될 것을 암시한다. 그 외 3개의 엔딩은 2회차 플레이에서만 얻을 수 있는데, 이 중 "재탄생(Rebirth)"에서 제임스는 게임 내에서 획득한 유물로 사일런트 힐의 신비한 힘을 빌려 메리를 부활시키려 한다. 다른 2개 엔딩들은 비공식 개그 엔딩이다. "개(Dog)"에선 제임스가 시바견이 게임 내 모든 사건의 범인임을 알아낸다. "UFO"에선 외계생물이 1편의 주인공 해리 메이슨의 도움으로 제임스를 납치한다.

### 〈Born from a Wish〉
〈소원의 잉태(Born from a Wish)〉는 엑스박스 이식판을 시작으로 재발매판에 수록된 부가 시나리오로, 본편 이후에 플레이하는 것을 염두에 두었다. 플레이어는 마리아를 조종하며 시점은 제임스가 마리아를 만나기 바로 전이다. 마을에서 권총과 함께 깨어난 마리아는 자살을 고려하나 이내 마을 내 다른 생존자를 찾아 나선다. 마리아는 한 저택의 방에서 사람이 들어오는 것을 거부하고 닫힌 문을 통해 대화만 하는 어니스트 발드윈(Ernest Baldwin)를 만난다. 어니스트는 마리아에게 심부름을 시키고, 일을 끝마치고 돌아온 마리아에게 제임스를 "나쁜 사람"이라며 경고한다. 마리아는 어니스트의 방문을 열지만 그 안에 아무도 없는 것을 보고 저택을 나간다. 결말에서 마리아는 자살을 다시 고려하지만 이후 총을 버리고 제임스를 찾아 떠난다. 메리를 찾는 제임스의 목소리가 들리는 것으로 막으로 내리며 이후 이야기는 본편 사건에서 바로 이어진다.

### 등장인물
29세의 조그만한 회사의 사무원으로 죽은 메리의 남편. 머리와 눈동자가 금발,금색으로 조용한 성격이라 말수가 적다. 죽은 아내 메리의 편지를 받고 과거 휴가를 받아 아내와 함께 방문하였던 사일런트 힐에 왔다.
메리 셰퍼드 선덜랜드(Mary Shepherd Sunderland)
25세, 제임스의 아내로 그와는 반대되는 활발한 성격이었으나, 3년 전 평소 앓았던 병이 심해지면서 그로 인해 많은 양의 약을 복용하게 되어 망가진 자신의 모습에 절망하여 히스테리 증세를 보이다가 긴 투병 끝에 숨을 거두었다. 시신은 사일런트 힐의 교회 앞 묘지에 안장되었다.
마리아(Maria)
나이 미상. 천국의 밤(Heaven's night)의 스트립퍼 겸 댄서. 제임스가 로즈워터 공원(Rosewater Park)에서 만난 메리와 외모와 목소리를 닮은 여성. 그의 반응과 행동에 흥미를 느끼고 동행하게 된다.
엔젤라 오로스코(Angela Orosco)
19세, 어릴적부터 불행한 삶을 살아왔다. 아버지의 육체적/정신적/성적 학대를 받으며 자랐다. 그런 아버지를 피해 가출하지만, 그럴때마다 항상 들켜 집으로 잡혀 돌아가기를 반복하였다. 고교졸업 후, 가출에 성공한 엔젤라는 어릴적 아버지의 횡포를 피해 집을 나간 어머니를 찾아 방황하던 중, 사일런트 힐로 오게 되었다.
로라 (Laura)
8세, 블론드에 푸른 눈동자. 제멋대로의 행동을 취하고 사라지는 소녀. 형제나 자매는 없고 복지시설에서 생활하던 중, 로라는 메리와 같은 병원에 입원한 적이 있었는데 메리를 어머니처럼 잘 따랐다고 한다. 제임스를 미워하는 태도를 보였다.
에디 덤브로스키(Eddie Domborowski)
23세, 블론드에 잿빛 눈동자. 우드사이드(Wood Side) 연립주택에서 구토하고 있던 주유소 시간제 아르바이트 청년이다. 상냥한 성격이지만, 상처받을듯한 상황이 오면 폭력적인 언동을 취하는 피해망상증세가 있는 에디는 경찰로부터 알 수 없는 이유로 쫓겨다니다가 사일런트 힐로 찾아왔다.
엔젤라
엔젤라는 어릴적부터 아버지에게 육체적/정신적/성적 학대를 받으며 자라온 여자이다. 엔젤라는 집을 나오기 전, 친아버지인 토머스 오로스코(Thomas Orosco)를 부엌칼로 살해하였다. 자신이 행복해질 수 있는 길은 오직 자신의 가족 모두를 살해하는 것 뿐 이라고 믿는 그녀는 사일런트 힐로 어머니를 찾아오게 되었다. 안젤라의 어머니는 평소 알콜 중독자인 아버지에게 고통받던 그녀에게 당할 가치가 있다는 등 충격적인 말들을 했었다.
에디
피해망상증이 있었던 에디는 여러 가지 이유를 갖다붙이면서 살인을 저질렀고, 이윽고 그는 지역 경찰에게 쫓기는 신세가 되었다. 그러다가 사일런트 힐로 찾아오게 된 에디는 환상으로 자신이 죽였던 이들을 다시 만들어 내어 복수에 의한 일시적인 쾌감을 얻기 위해 이전에 했던 일을 반복하였다.
마리아
그녀는 제임스가 메리의 건강했을 때의 모습을 떠올리며 자신의 비어버린 옆자리를 채워줄 누군가를 원하는 바람으로 태어난 존재(Born from a wish)이다. 즉, 누군가가 자신의 약한 마음을 어루만져 주길 원하는 마음에 사일런트 힐이 반응하여 생성된 허상인 것이다. 그러므로 로라 또는 엔젤라, 에디와 같은 진짜 인간과는 서로 만날 수도 볼 수도 없으며, 제임스가 불링장에 들어가려고 할 때 밖에서 기다린다고 하며 거부한 이유가 이 때문이다.
로라
제임스를 깊이 사랑한 메리는 로라에게 자신이 제임스와 함께 있었던 사일런트 힐이라는 마을에 대해 자주 들려준다. 하지만 메리는 로라에게 편지 한통을 남긴후 작별 인사를 하지 않고 퇴원한다. 메리의 죽음을 모르는 로라는 메리가 살아있고 사일런트 힐의 어딘가에 있는 특별한 장소에서 제임스를 기다린다고 믿고 있었는데, 312호실에서 제임스가 얼마전 메리를 죽였다는 사실을 그에게 듣는다. 로라가 크리쳐들이 날뛰는 사일런트 힐을 마음대로 돌아다닐 수 있는 이유는 로라에게 어떠한 죄도 없기 때문에 죄책감과 악몽의 구현체인 크리쳐가 보이지 않았기 때문이다. Leave 엔딩에서는 제임스와 함께 메리의 묘지를 방문한다.
크리처
크리처는 제임스의 죄의식이 만들어낸 산물이다. 특히 게임 진행 중 삼각두가 집요하게 마리아를 죽이는 것을 목격할 수 있는데 이것은 제임스의 자의식이 메리의 죽음의 원인은 자기 자신에게 있다는 것을 말하는 과정이다.

## 엔딩
물 속으로(In water)
조건 : 1.엔젤라의 칼을 조사한다. 2.병원 옥상에 놓인 일기를 조사한다. 3.호텔의 모습이 바뀐뒤에 도서실에 있는 녹음기의 내용을 듣늗다. 4.체력이 위험한 수준에 떨어졌음에도 불구하고 오랫동안 상태를 지속시킨다. 5.마지막 복도에서 제임스와 메리의 회상을 끝까지 듣는다.
엔딩 내용: 제임스는 메리가 없으면 안된다며 물에 뛰어들어 죽는다.
떠남(Leave)
조건 : 1.체력이 위험하지 않도록 다칠때마다 치료한다. 2. 아래의 마리아의 조건과 반대되도록 행동한다. 3.마지막 복도에서 회상을 끝까지 듣는다.
내용: 제임스는 로라와 함께 메리의 묘에 추모하러 온다.
마리아(Maria)
조건 : 1.매리의 사진과 메리가 보낸 편지를 보지 않는다. 2.마리아의 지시를 철저히 따라 움직여서 지적을 받지 않아야 한다. 3. 마리아와 가능한 오랜 시간을 보내고, 플레이어가 실수(또는 고의)로 공격하거나 크리처에게서 공격 받지 않도록 한다. 4. 마지막 복도에서 회상을 끝까지 듣지 않는다.
내용: 제임스는 실체화된 마리아와 함께 산다. 이때 마리아가 기침을 하여 메리와 같은 일을 겪을것임을 암시한다.
환생(Rebirth)
조건 : 위의 세가지 엔딩 중 하나라도 본 후, 진행 도중에 추가된 4가지의 아이템(White Chrism, Book of Lost Memories, Obsidian Goblet, Book of Crimson Ceremony)을 입수한 후 게임을 마친다.
UFO
내용: 제임스는 전작의 주인공에게 잡혀간다.
개(Dog)
조건: In water/Leave/Maria의 세가지 또는 Rebirth를 본후 Jack's Inn(잭의 여관) 근처에 있는 개집에서 얻을 수 있는 열쇠로 호텔의 313호를 열고 들어간다.
내용: 제임스는 이 모든것이 개가 조종한 상황이라는 것을 알고 충격먹는다.

## 평가
| 통합 점수  | 통합 점수                              |
| 통합사     | 점수                                   |
| ---------- | -------------------------------------- |
| 게임랭킹스 | 85.82% (PS2) 82.40% (Xbox) 71.30% (PC) |
| 메타크리틱 | 89/100 (PS2) 84/100 (Xbox) 70/100 (PC) |
| 평론 점수  |                                        |
| 평론사     | 점수                                   |
| 올게임     | [ 24 ]                                 |
| 유로게이머 | 9/10 (PS2) 9/10 (Xbox)                 |
| 패미츠     | 34/40 (PS2) 32/40 (Xbox)               |
| 게임스팟   | 7.7/10 (PS2) 7.9/10 (Xbox) 6.2/10 (PC) |
| 게임스파이 | 96/100 (PS2) 86/100 (PC)               |
| IGN        | 9.0/10 (PS2) 8.4/10 (PC)               |

| 수상   | 수상                  |
| 평론사 | 수상                  |
| ------ | --------------------- |
| IGN    | Editor's Choice (PS2) |